# シャーフー
シャーフー・ボーンスレー（マラーティー語：भोसले शाहू, Shahu Bhonsele, 1682年5月18日 - 1749年12月15日）は、インドのデカン地方、マラーター王国の第5代国王（在位：1708年 - 1749年12月15日）。

## 生涯

### 幼年期から少年期
1682年5月18日、シャーフーはマラーター王サンバージーの息子として生まれた。
サンバージーは前年に祖父シヴァージーの後の王位を継いだばかりの新王であった。
1689年2月、父王サンバージーはムガル帝国との争い（デカン戦争）で捕虜となり、皇帝アウラングゼーブの命により拷問に掛けられ、3月に処刑されてしまった。その死後、王位を継いだのはシャーフーではなく、伯父のラージャーラームであった。
1689年10月、首都ラーイガド城がムガル帝国軍に包囲された際、ラージャーラームはすでにシェンジに向けて逃亡しており、同月10月28日にラーイガドは陥落し、シャーフーはムガル帝国の捕虜となった。幼いシャーフーは捕えられたのち、ムガル帝国の宮廷で育てられることになった。

### ムガル帝国の捕虜として
この間、シャーフーはマラーター王国の一官僚バーラージー・ヴィシュヴァナートと連絡を取り合っている。このやりとりはムガル帝国を介さずにはできないものであり、シャーフーを何らかの形でマラーター側に対する切り札としようと試みたと考えられる。
事実、1700年3月の伯父ラージャーラームの死後、その息子シヴァージー2世の母で摂政のターラー・バーイーの下、マラーターが反撃に乗り出してくると、アウラングゼーブは長年捕虜としてきたシャーフーを以てマラーターと講和しようとした。アウラングゼーブはシャーフーを占領した上でマラーター王に擁立ようと考え、そのために何度かマラーター側と交渉が行われたが、結果としてそれは実を結ばなかった。

### マラーター王位の奪還
1707年3月、皇帝アウラングゼーブが逝去し、5月にムガル帝国軍がデカンから撤退すると、シャーフーは釈放され自由の身となった。彼はサンバージーの正統な後継者としてマラーター王位を請求し、首都サーターラーに向けて戻った。シヴァージー2世の摂政ターラー・バーイーは兵を集めてこれに対抗しようとしたが、シャーフーもアフマドナガルで兵を集め、バーラージー・ヴィシュヴァナートはもとより、パルソージー・ボーンスレー、ダナージー・ジャーダヴなどの支持を取り付けた。
同年10月12日、シャーフーの率いる軍勢はプネーの近郊ケードおいて、ターラー・バーイーの軍を破った（ケードの戦い）。シャーフーはターラー・バーイーを追いサーターラーへと進撃したが、その途次にローヒダー城を守るシャンカラージー・サチーヴに服属を求めたが、彼は拒否して自殺した。
その後、同年12月にシャーフーはサーターラー城に入り、1708年1月12日に第5代マラーター王として即位した。

### 名宰相の登場
だが、マラーター王となったシャーフーの権力は不安定であり、ムガル帝国との争いのみならず、王国内でもターラー・バーイーが隠然たる力を保持していた。そうしたなか、ラージャーラーム以来の武将らが没し、シャーフーを支えたバーラージー・ヴィシュヴァナートが台頭し、1713年にシャーフーは彼を王国の宰相に任命した。
この頃、ムガル帝国もまた、アウラングゼーブの死後に3人の息子が争うなど、長期にわたる帝位継承戦争が続いた。この戦争はファッルフシヤルがサイイド兄弟の力を借りて、1713年1月にジャハーンダール・シャーを打ち破り終わったが、ムガル帝国の国力を大きく削いだ。
この間、シャーフーは帝国の宰相ズルフィカール・ハーンと、1711年にデカン総督ダーウード・ハーン・パンニーが私的な取り決めを再確認した。その取り決めでは、マラーター王国にチャウタ（諸税の4分の1を徴収する権利）とサルデーシュムキー（諸税の10分の1を別に徴収する権利）を認めていたが、それは帝国の官吏が徴収し、マラーター側に渡すというものであった。
1
シャーフーはムガル帝国の名目的な宗主権は認めていたが、更なる見返りとして、1714年にはフルダーバードにあるアウラングゼーブの墓廟に訪れ、裸足になって恭順の意を示した。
一方。ズルフィカール・ハーンに代わってデリーの実権を握ったサイイド兄弟は、マラーターに対する脅威を払拭しようと考えた。そして、1715年から軍務大臣フサイン・アリー・ハーンはデカン総督として着任し、マラーターと戦闘を行った。
1718年7月、バーラージー・ヴィシュヴァナートとフサイン・アリー・ハーンは、ムガル・マラーター間で次のような協定を結んだ。
- ムガル帝国はシヴァージー時代の領土をマラーター王国の領土として認める。
- ムガル帝国領のデカン6州に関して、チャウタおよびサルデーシュムキーをマラーターに認める。
- マラーター王国はムガル帝国が必要としたとき、騎兵15,000兵を援軍として派遣する。
- マラーター王国はデカンにおける略奪及び反乱に歯止めをかけ、毎年100万ルピーを支払う。

また、同年9月にフサイン・アリー・ハーンが皇帝ファッルフシヤルにデリーに帰還するように命じられると、11月にバーラージー・ヴィシュヴァナートは彼に同行し、1719年2月に皇帝ファッルフシヤルの廃位に加担した。ファッルフシヤルはムガル・マラーター間での締結された条約を認めていなかったため、3月に新たな皇帝ラフィー・ウッダラジャートが条約を承認した。

### 王権の有名無実化

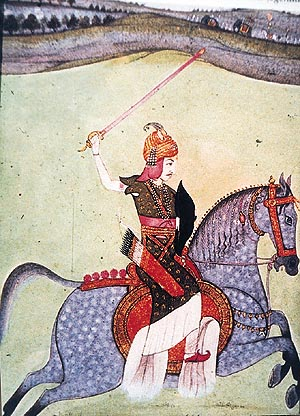
馬に乗っているバージー・ラーオ

1720年4月、バーラージー・ヴィシュヴァナートが没し、シャーフーはその息子バージー・ラーオを新たな宰相に任命した。これ以降、マラーター王国の宰相位はこの家系に世襲されるようになった。
1724年、ムガル帝国から宰相カマルッディーン・ハーンが独立し、ニザーム王国が建国されると、まもなくマラーター王国との対立が始まった。なぜなら、ニザーム王国が支配を認められたデカン6州はすでにマラーター王国にチャウタとサルデーシュムキーが認められていたからである。宰相に就任したばかりのバージー・ラーオの権力は不安定で、彼と対立するマラーター諸将はニザーム王国と組んだ。
1727年初頭、バージー・ラーオが南インドのカルナータカ地方に遠征中、ニザーム王国が彼に敵対するマラーターの武将らとともに攻め込んできた。同年4月にバージー・ラーオもカルナータカ遠征を終え、ニザーム王国の軍と対峙するために本国へと戻った。
1728年2月、ニザーム王国の軍はプネー及びその周辺の地域を占領し、シャーフーはプランダル城へと逃げざるを得なくなった。それと同時にバージー・ラーオはカルナータカ地方遠征から帰還し、ニザームの軍を迎撃し、同月28日にパールケードの戦いで破った。
この戦勝により、バージー・ラーオは敵対するマラーター王国の武将らを排除し、王国の実権を掌握することに成功した。また、3月6日にマラーター王国とニザーム王国との間に講和が結ばれた、マラーターはデカンにおけるチャウタとサルデーシュムキーをニザームに認めさせた。
バージー・ラーオはその後、マールワーやグジャラート、さらには遠くデリーにまで遠征し、1730年後半までマラーター王国の版図を帝国と呼べる広大なものとした。また、彼は随行した武将であるマラーター諸侯（サルダール）に征服地を領有させ、諸侯が王国宰相に忠誠と貢納を誓い、宰相がその領土の権益を認める形をとった。
バージー・ラーオは20年のあいだにマラーター王権（ボーンスレー家）を名目化し、王国宰相が事実上の「王」となり、王国宰相が同盟の盟主を兼ねる「マラーター同盟」を確立させることに成功している。これにより、マラーター王たるシャーフーの王権は有名無実化した。
1740年4月、宰相バージー・ラーオが遠征中にナルマダー川河畔で亡くなった。その際、シャーフーは彼の息子バーラージー・バージー・ラーオの世襲を認めた。
とはいえ、シャーフーは全く無力というわけではなかった。1740年代、宰相バーラージー・バージー・ラーオがナーグプルの諸侯ラグージー・ボーンスレーとベンガル領有でもめた際、その間に入って調停し、1743年8月にラグージーの勢力範囲であるとの裁定を下した。この点から見ると、シャーフーは宰相を基本的に支持したが、必ずしもすべてにおいて肩入れすることはなかったようだ。

### 死去とその後のマラーター
1749年12月15日、シャーフーはサーターラーで亡くなった。死に際し、彼は宰相バーラージー・バージー・ラーオに国家の全てを委ねる遺言を残した。
マラーター王位は養子のラージャーラーム2世が継承したが、彼はすぐにターラー・バーイーと不和になり、王国内は混乱した。そのため、1750年にバーラージー・バージー・ラーオは王国の行政府を王都サーターラーからプネーに移した。その結果として王権はさらに無力化し、国家の全権が宰相の手に移った。